# Ojiva (estadística)

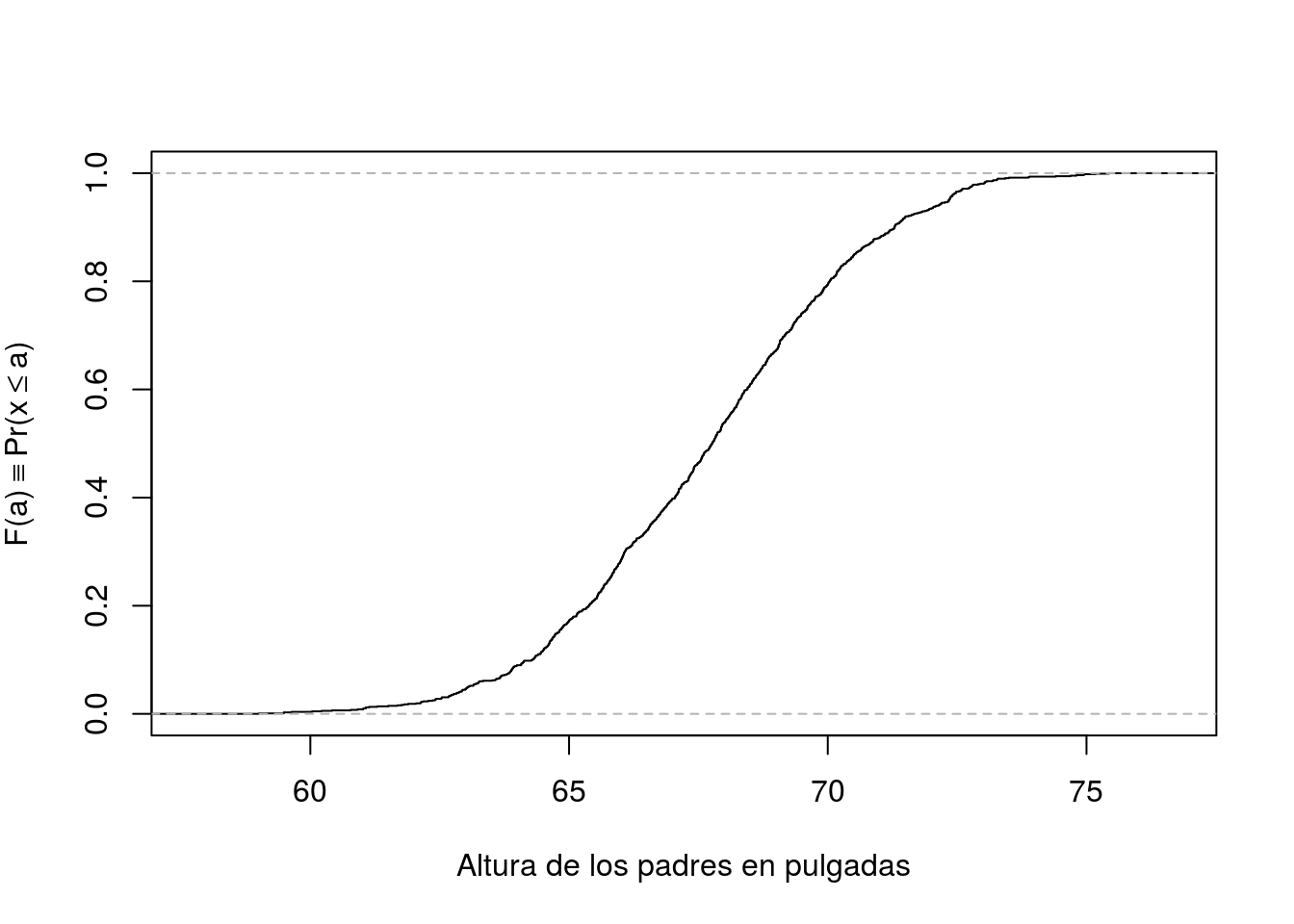
Ejemplo de gráfica de ojiva de la distribución acumulativa

En estadística, una ojiva es un gráfico que muestra la curva de una función de distribución acumulativa dibujada a mano o en software de computadora.  Los puntos trazados son el límite de la clase superior y la frecuencia acumulativa correspondiente.  La ojiva para la distribución normal se asemeja a un lado de un arco arabesco u ojival . El término también se puede usar para referirse a la función empírica de distribución acumulativa . Este es un tipo de gráfico de frecuencia y también se denomina polígono de frecuencia acumulada. Sirve para dar el número (o proporción) de observaciones más pequeño o igual a un valor particular. 

## Aspectos matemáticos
Una ojiva se construye sobre un sistema de ejes perpendiculares. Colocamos en el eje horizontal los límites de los intervalos de clase determinados previamente. Con base en cada uno de estos valores límite, determinamos la ordenada de la altura igual a la frecuencia acumulada correspondiente a este valor. Uniendo por segmentos de línea los puntos sucesivos así determinados, obtenemos una línea llamada ojiva. Normalmente colocamos la frecuencia acumulada en el eje vertical izquierdo y el porcentaje de frecuencia acumulada en el eje vertical derecho.

## Dominios y limitaciones
Las ojivas son especialmente útiles para estimar los percentiles en una distribución. Por ejemplo, podemos conocer el punto central para que el 50% de las observaciones estén por debajo de este punto y el 50% por encima. Para hacer esto, dibujamos una línea desde el punto del 50% en el eje de porcentaje hasta que se cruza con la curva. Luego proyectamos verticalmente la intersección en el eje horizontal. La última intersección nos da el valor deseado. El polígono de frecuencia y la ojiva se usan para comparar dos conjuntos estadísticos cuyo número podría ser diferente.